# Paul-Henri Mathieu
Paul-Henri Mathieu (født 12. januar 1982 i Strasbourg, Frankrig) er en fransk tennisspiller, der blev professionel i 1999. Han har igennem sin karriere vundet fire singletitler, og hans højeste placering på ATP's verdensrangliste er en 12. plads, som han opnåede i april 2008.

## Grand Slam
Mathieus bedste resultater i Grand Slam-sammenhæng er deltagelser i 4. runde, som han er nået frem til i både Australian Open, French Open og Wimbledon.